# Jacob Spon
Jacob Spon   (Lió, 7 de gener de 1647 - Vevey, 25 de desembre de 1685) va ser un metge, arqueòleg i erudit francès. Durant tota la seva vida fou un fervent practicant i defensor de la religió reformada protestant.

## Joventut
La família Spon, originària d'Ulm en Suàbia, es va fer rica gràcies als afers bancaris i als negocis. S'instal·laren a Lió l'any 1551 i van esdevenir francesos a començaments del segle XVII. Es van integrar ràpidament entre les elits lioneses. Jacob és fill de Charles Spon, conegut doctor i hel·lenista de la República de les Lletres. Dubtava entre seguir estudis de teologia o de medicina però el seu pare el va animar a decidir-se per la segona opció.
Va marxar a Estrasburg, l'any 1662, per estudiar grec clàssic i llatí, necessaris pels estudis de medicina. Hi va trobar Charles Patí (fill de Guy Patí i amic del seu pare), que aleshores tenia 29 anys i era afeccionat a la numismàtica. Es considera que el jove Jacob, que tenia llavors 15 anys, es va començar a interessar en les medalles i les inscripcions arran d'aquesta trobada.

## Estudis a París
A continuació va fer cap a París i es va allotjar a ca'n Guy Patin que era aleshores degà del Col·legi de medicina. Va estudiar medicina a la facultat però sembla poc probable que hagi obtingut un títol de la facultat de medicina de París, car, per obtenir el primer títol de la facultat, el batxillerat, cal necessàriament haver-hi fet quatre anys d'estudis, ser major de 22 anys i ser de religió catòlica. Ara bé Jacob Spon ni és catòlic, ni té l'edat exigida i el fet que s'inscrigués a la facultat de medicina de Montpeller l'any 1664 mostra que no va arribar a fer més de dos anys a París. Sigui com sigui, va freqüentar segurament les classes privades o públiques preparatòries o de reforç.

## Estudis a Lió
El 25 d'octubre de 1664, es va matricular a la facultat de medicina de Montpeller. El primer de setembre de 1666 va obtenir el batxillerat, el 24 de desembre la llicenciatura i el 7 de febrer de 1667 el doctorat de medicina. Al mes de novembre 1668, Jacob Spon és integrant del Col·legi reial de medicina de Lió. En aquesta època hi havia pocs protestants a aquesta institució El prestigi de Charles Spon va permetre segurament al seu fill d'accedir-hi. No s'instal·la immediatament, ja que durant els anys 1669, 1670 i 1671, després d'una estada a París, es ret a Alemanya passant per Estrasburg. Viatja amb l'esmentat metge i numismàtic Charles Patin a Holanda, per tornar a París a continuació on cerca medalles pel seu amic numismàtic. Sovinteja el Gabinet de medalles del rei dirigit pel lionès Pierre de Carcavi.

## Exercici de la medicina
El juliol de 1671, torna a Lió on exerceix de metge per a comerciants pròspers de la ciutat. Als 28 anys, publica un primer llibre sobre el consum del cafè, del te i de la xocolata. Gràcies a la bona rebuda de la seva primera publicació, Recherche des antiquités et curiosités de la ville de Lyon, 'Recerca al voltant de les antiguitats i curiositats de la ciutat de Lió', de l'any 1673, va ingressar al cercle de la República de les Lletres. Esdevingué llavors un corresponsal apreciat pels eclesiàstics erudits, com l'abat Nicaise de Dijon o Charles du Cange a París, així com pels cercles erudits propers al Grand Dauphin i al duc d'Aumont. A la seva correspondència es troben una gran quantitat de noms prestigiosos : Bossuet, Pierre Bayle, Pierre de Carcavi, La Chaise o també François Charpentier. Va conèixer Jean Mabillon quan aquest passava per Lió de tornada d'Alemanya l'any 1682.

## Viatge a Orient
L'any 1674, Jacob Spon s'havia de trobar amb Jean Foy-Vaillant, antiquari del rei, a Marsella per tal d'acompanyar-lo en el seu viatge a Grècia. En el camí perd el temps, bada a Ais de Provença i acaba perdent el vaixell. Vaillant marxa doncs sense ell. A Marsella, Jacob coneix el llibreter lionès Marc Mayer que marxa a fer el jubileu a Roma. Decideixen fer el camí plegats: Spon passa cinc mesos a Roma prenent notes sobre la ciutat i transcrivint inscripcions. Hi troba George Wheler, botànic anglès, i tots dos marxen cap al nord: Florència, Bolonya, Ferrara i, cap al maig 1675, Venècia. Al juny, embarquen cap a Constantinoble, el seu vaixell fa cabotatge al llarg de les costes dàlmates, aleshores sota domini venecià, i a continuació, passen per les gregues. Des de Constantinoble, fan les costes d'Àsia Menor, i visiten les ruïnes d'Alexandria Troas, a continuació, l'illa de Delos Després de moltes peripècies, arriben a Atenes. Jacob se separa de Wheler a Beòcia. Torna cap a Lió via Venècia, Pàdua, i el cantó dels Grisons a Suïssa. L'any 1678, Spon va publicar una relació d'aquest viatge inspirada en Pausànies, el Voyage d'Italie, de Dalmatie, de Grèce et du Levant en tres volums. Aquesta relació fou un referent fins al segle XIX i Chateaubriand la va fer servir durant seu viatge a Jerusalem. George Wheler per la seva banda va publicar A Journey into Greece in Company of Dr Spon of Lyons l'any 1682.

## Mort a l'exili
El gener 1680, s'enemista amb el seu patró, el pare de La Chaise, confessor de Lluís XIV, que l'acuitava per que es convertís a la fe catòlica. Durant el mateix any, va publicar la primera Història de Ginebra, a continuació, l'any 1685, un recull d'epigrafia: els Miscellanea eruditae antiquitatis, recull d'inscripcions llatines seleccionades durant anys on fa la primera definició de l'arqueologia. Quan l'Édicte de Nantes és anul·lat, el 18 d'octubre de 1685, Spon prefereix marxar cap a Zúric on té dret de burgesia, més aviat que abjurar la seva fe. Tanmateix, privat de diners — li van robar l'equipatge — i fràgil de salut, mor a l'hospital cantonal de Vevey, el 25 de desembre de 1685, per mor d'una tuberculosi crònica a l'edat de 38 anys.
Ha passat a la posteritat com un home d'erudició i de tolerància respectat a la República de les Lletres.

## Importància per a l'epigrafia
El seu treball minuciós de compilació d'inscripcions i la seva certesa d'haver hi trobat un material fiable per escriure història van contribuir a assentar els fonaments de l'epigrafia. Ell donava a aquesta disciplina la mateixa importància que a la filologia, considerant que les inscripcions eren una mena de llibres que, a més a més, no havien estat copiats i recopiats a través dels segles, sinó que ens lliuraven un text escrit directament de la ma dels antics. Al seu parer, aquests documents eren doncs més fiables que els mateixos llibres. Tot i així, com era habitual a l'època, utilitzava reculls d'inscripcions antigues redactats per altres autors, com ara les inscripcions del nord d'Africa, transcrites per Thomas d'Arcos, que va incloure a les seves Miscellanea eruditae antiquitatis.

## Obres
- (fr) Histoire de la ville et de l'Estat de Genève, Lyon, 1620, ibid., Amaulry, 1680, 1682, Utrecht : Halma, 1685
  - (en) The history of the city and state of Geneva, London : White, 1687
  - (nl) Historie van de Stad en Staat van Geneve, Amsterdam : Oossaan, 1688
  - (de) Histoire de Genève rectifiée et augmentée, Genève : Fabri et Barrillot, 1730
- (fr) De l'origine des estrenes, [Lyon], 1673, Paris : Didot et de Bure, 1781
- (fr) Recherche des antiquités et curiosités de la ville de Lyon, Lyon, 1673
- (fr) Relation de l'état présent de la ville d'Athènes, Lyon, 1674
- (fr) Réponse à la critique publiée par M. de Guillet sur le Voyage de Grèce, Lyon, 1679
- (la) Ignotorum atque obscurorum quorundam deorum arae, Lugduni : Faeton, 1676
- (fr) Jacob Spon et George Wheler, Voyage d'Italie, de Dalmatie, de Grèce et du Levant, fait aux années 1675 & 1676, t. I, Lyon, Antoine Cellier, 1678 llegiu en línia t. II, t. III
  - (fr) Voyage d'Italie, de Dalmatie, de Grèce et du Levant, fait aux années 1675 & 1676, Amsterdam, Henry et Theodore Boom, 1679
  - (it) Viaggi per la Dalmazia, Grecia, e Levante, Bologna : Monti, 1688
  - (de) Italiänische, Dalmatische, Griechische und Orientalische Reise-Beschreibung, Nürnberg : Hofmann, 1690, 1713
    - (fr) Voyage d'Italie, de Dalmatie, de Grèce et du Levant (1678) (textes présentés et édités sous la dir. de Roland Étienne), éd. Slatkine, coll. « Temps passés - Temps présents », janvier 2007, 514 p. (ISBN 2-83210128-3)
- (fr) Lettres sur l'antiquité de la véritable religion, Lausanne : [Gentil ?], 1681
- (fr) Lettres curieuses touchant la religion, Cologne, 1682
- (fr) Recherches curieuses d'antiquité, Lyon : Amaulry, 1683
- (la) Miscellanea eruditae antiquitatis, Lugduni, 1685
- (fr) Observations sur les fievres et les febrifuges, Lyon : Amaulry, 1684, 1687
- (la) Novi tractatus de potu caphé, de Chinensium thé et de chocolata, Genavæ : Cramer et Perachon, 1699